# Üveys Pacha
Üveys Pacha, né en 1512 à Constantinople et mort en 1547 au Vilayet du Yémen, il était le fils du sultan Selim Ier, sultan ottoman. (également connu sous le nom de Grim ou l’Inflexible).

## Biographie

### Contexte
La mère d’Üveys était une fille harem dont le nom n’est pas connu, mais à cause de ses manières indisciplinées, elle a été expulsée du harem. Dans la tradition ottomane, ces filles étaient jumelées à un bey ou à un homme aisés. Cependant, dans son cas, elle était déjà enceinte et le fils de Selim est né d’un beau-père.

### Carrière
Selim s’occupa de son fils et Üveys devint bientôt un haut fonctionnaire de l’empire. Cependant, lorsque Selim mourut en 1520, Üveys ne prétendit pas au trône en raison de la tradition ottomane qui stipule que les princes nés d’un beau-père n’ont pas le droit d’accéder au trône. (Ce principe était similaire à la tradition byzantine des Porphyrogénètes) Soliman Ier (plus tard surnommé le Magnifique) monta sur le trône et il a pris soin de garder Üveys aux confins de son vaste empire. En 1535, peu après la prise de Bagdad (aujourd’hui capitale de l’Irak), Üveys est nommé beylerbey de Bagdad. En 1545, il est affecté à la capture de Ta'izz (une ville du Yémen) dans laquelle il réussit.

### Décès
En 1548, un soldat marin nommé Pehlivan Hasan a commencé une rébellion au Vilayet du Yémen. Alors qu’il tentait de réprimer la rébellion, Üveys fut tué par les rebelles. (La rébellion a ensuite été réprimée par Özdemir Pacha.) Selon l’historien ottoman Ali Efendi, en apprenant la mort de son demi-frère Soliman, il a pleuré et dit : « Il était mon frère »